# Providence (band)
Providence is een Ierse traditionele band uit Dublin, Ierland, die in 1999 is opgericht. De leden van de band zijn momenteel: Michael O'Raghallaigh, concertina en accordeon, Paul Doyle, zang, gitaar en bouzouki, Troy Bannon, fluit, Cyril O'Donoghue, zang, bouzouki, gitaar en Michelle O"Brien, viool. De band heeft drie albums geproduceerd. Zij toeren met de groep regelmatig door Europa en hebben ook een tournee door Oostenrijk afgewerkt.

## Discografie
- Providence - 1999
- Providence A Fig for a Kiss - 2001
- Providence III - 2005